# Cornel Durău

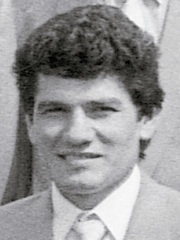
Cornel Durău

Cornel Durău (* 30. Januar 1957 in Bechet) ist ein ehemaliger rumänischer Handballspieler.
Er begann 1972 in Brașov mit dem Handballspielen, wechselte 1975 zu Universitatea Bukarest und ein Jahr später zu Dinamo Bukarest. Mit Dinamo wurde Durău zweimal rumänischer Meister. 1988 ging Durău zu Hidrotehnica Constanța. Nach der Rumänischen Revolution spielte er in Spanien für den CB Torrevieja und schließlich beim deutschen Zweitligisten TSB Heilbronn-Horkheim.
Für die rumänische Nationalmannschaft bestritt Durău 207 Länderspiele, in denen er 435 Tore erzielte. Sowohl bei den Olympischen Spielen 1980 in Moskau als auch bei den Olympischen Spielen 1984 in Los Angeles gewann er mit Rumänien die Bronzemedaille. Bei der Weltmeisterschaft 1978 wurde er mit der rumänischen Mannschaft Siebter und bei der Weltmeisterschaft 1982 Fünfter. Bei der Weltmeisterschaft 1990 konnte Durău noch einmal mit Rumänien eine Bronzemedaille gewinnen.